# Leposavić
Leposavić (albánul:Leposaviq, Albaniku, szerbül: Лепосавић, Leposavić) város és közigazgatási egység, Koszovó legészakabbi települése és városa Kosovska Mitrovica Kerületben. A város Észak-Koszovó területén fekszik, melyet többségében szerbek laknak. A terület mind etnikailag, mind pedig politikailag elkülönül Koszovó többi részétől, ahol viszont az albán népesség van többségben. Az OSCE és Az ENSZ Menekültügyi Főbiztossága szerint a közigazgatási egységben 2007-ben megközelítőleg 18600 fő élt. A 750 km²-es közigazgatási egység 72 falut foglal magába.

## Népesség
A mintegy 18600 fős közigazgatási egységben közel 18000 szerb él. Rajtuk kívül élnek itt még albánok, bosnyákok és romák is.
| Etnikai összetétel |         |     |         |      |                     |     |         |     |          |
| Év/Népesség | Albánok | %   | Szerbek | %    | Muszlimok/Bosnyákok | %   | Romanik | %   | Összesen |
| 19911 | 1,101   | 6.7 | 14,306  | 87.8 | 600                 | 3.7 | 163     | 1.0 | 16,291   |
| 1999. január2 | 902     | N/A | 15,365  | N/A  | 940                 | N/A | N/A     | N/A | N/A      |
| 2007. október3 | 280     | 1%  | 18,000  | 97%  | 420                 | 1%  | 2504    | 1%  | 20,600   |
| 1. 1991 Figures: Civil Registration 1991–Population; National Structure of Municipalities (Yugoslav Statistics Bureau, Belgrade, 1993), pages 123–125. It is noted that the 1991 census was highly politicised and is thus unreliable. Ref: OSCE 2. 1999 Figures: Kosovo Village List (UNHCR, March 9, 1999). Ref: OSCE 3. OSCE Municipal profile of LeposavićPDF, October 2007. — All figures are approximated estimates by OSCE and UNHCR. 4. Roma, Ashkali and Egyptians. |         |     |         |      |                     |     |         |     |          |

Az 1991-es népszámlálás adatai alapján 16395 ember élt itt.

## Gazdaság
A városban szinte minden iapri létesítmény megszűnt, vagy pedig csökkentett létszámmal üzemel tovább. A munkanélküliségi ráta igen magas a térségben, különösen, mióta bezárt a Trepča bánya és a hozzá tartozó üzemek döntő többsége. a környék igen gazdag természeti örökséggel rendelkezik, ám jelen körülmények közt ezek hasznosítására nincs lehetőség.

## Települések a közigazgatási egységben
Elöl a szerb, mögötte az albán elnevezésük látható:
- Bare / Bare
- Belo Brdo / Bellobërdë
- Beluce / Beluqe
- Berberiste / Berberistë
- Bistrica / Bistricë
- Borcane / Borçan
- Borova / Borovë
- Ceranja / Cerajë
- Cirkovice / Qirkoviq
- Crnatovo / Cërnatovë
- Crveni / Cërveni
- Dobrava / Dobravë
- Donje Isevo / Isevci i Ultë
- Donji Krnjin / Kërnjini i Ultë
- Dren / Dren
- Gornji Krnjin / Kërnini i Epërm
- Granicane / Graniçan
- Grkaje / Grkajë
- Guvniste / Guvnishtë
- Ibarsko Postenje / Postenja e Ibrit
- Jelakce / Jelakcë
- Kajkovo / Kajkovë
- Kamenica / Kamenicë
- Kijevcice / Kijevicë
- Koporice / Koporiqë
- Kosutovo / Koshutovë
- Kutnje / Kutnje
- Leposavić / Leposaviq
- Lesak / Leshak
- Lozno / Lloznë
- Majdevo / Majdevë
- Miokovice / Miokoviq
- Mosnica / Moshnicë
- Ostrace / Ostraqë
- Plakaonica / Pllakanicë
- Potkomlje / Potomlë
- Popovce / Popovce
- Pridvorica / Pridvoricë
- Rvatska / Rëvatskë
- Saljska Bistrica / Bistricë e Shalës
- Seoce / Seocë
- Slatina / Sllatinë
- Socanica / Soçanicë
- Trebice / Trebiqe
- Vracevo / Vraqevë
- Vuca / Vuçë
- Zemanica / Zemanicë

## Fordítás
Ez a szócikk részben vagy egészben  a   Leposavić című angol Wikipédia-szócikk ezen változatának fordításán alapul.  Az eredeti cikk szerkesztőit annak laptörténete sorolja fel. Ez a jelzés csupán a megfogalmazás eredetét és a szerzői jogokat jelzi, nem szolgál a cikkben szereplő információk forrásmegjelöléseként.